# Omar Visintin
Omar Visintin (* 22. Oktober 1989 in Meran) ist ein italienischer Snowboarder. Er startet in der Disziplin Snowboardcross.

## Werdegang
Visintin nahm von 2004 bis 2010 vorwiegend am Europacup teil. Sein erstes Weltcuprennen fuhr er im März 2008 in Valmalenco, welches er auf dem 34. Platz im Snowboardcross beendete. Bei den Juniorenweltmeisterschaften 2009 in Nagano gewann er Gold im Snowboardcross. Bei den Snowboard-Weltmeisterschaften 2011 in La Molina belegte er den 25. Platz im Snowboardcross. Im Dezember 2011 erreichte er in Telluride mit dem sechsten Platz im Snowboardcross seine erste Top-Zehn-Platzierung im Weltcup. Zum Beginn der Saison 2012/13 holte er in Montafon seinen ersten Weltcupsieg. Bei den Snowboard-Weltmeisterschaften 2013 in Stoneham erreichte er den 22. Platz im Snowboardcross. Es folgten weitere Top-Zehn-Platzierungen im Weltcup. Beim letzten Weltcuprennen der Saison erreichte er in Sierra Nevada mit dem dritten Rang seinen nächsten Podestplatz.
Beim ersten Weltcuprennen der Saison 2013/14 errang Visintin in Montafon den zweiten Rang im Snowboardcross. Im Januar 2014 holte er in Vallnord-Arcalís den dritten Platz. Einen Tag später gewann er sein zweites Weltcuprennen. Bei den Olympischen Winterspielen 2014 in Sotschi kam er auf den 12. Platz im Snowboardcross. Die Saison beendete er auf dem ersten Rang der Snowboardcrosswertung. Im April 2014 wurde er italienischer Meister im Snowboardcross. Bei den Snowboard-Weltmeisterschaften 2015 am Kreischberg belegte er den 29. Platz. Eine Woche später gewann er bei den Winter-X-Games Silber im Snowboardcross. In der Saison 2015/16 kam er im Weltcup viermal unter die ersten Zehn und errang zum Saisonende den zehnten Platz im Snowboardcross-Weltcup. Im April 2016 und 2017 wurde er italienischer Meister im Snowboardcross. In der folgenden Saison errang er bei allen Weltcupteilnahmen eine Platzierung unter den ersten Acht, darunter Platz drei in Feldberg und jeweils Platz zwei in Solitude und in Montafon. Er belegte damit den zweiten Platz im Snowboardcross-Weltcup. Beim Saisonhöhepunkt den Snowboard-Weltmeisterschaften 2017 in Sierra Nevada wurde er Neunter. In der Saison 2017/18 siegte er in Cervinia und in Erzurum und belegte in Moskau den dritten Platz und errang damit den fünften Platz im Snowboardcross-Weltcup. Zudem gewann er zusammen mit Emanuel Perathoner den Teamwettbewerb in Erzurum und Moskau. Bei den Olympischen Winterspielen 2018 in Pyeongchang kam er auf den 25. Platz im Snowboardcross.
In der Saison 2018/19 kam er mit vier Top-Zehn-Platzierungen, darunter Platz zwei in Cervinia, auf den zweiten Platz im Snowboardcross-Weltcup. Bei den Snowboard-Weltmeisterschaften 2019 in Park City errang er den 18. Platz im Einzel und holte im Teamwettbewerb die Silbermedaille. In der folgenden Saison holte er in Big White seinen fünften Weltcupsieg. Zudem fuhr er in Montafon auf den dritten und in Veysonnaz auf den zweiten Rang und erreichte damit den dritten Platz im Snowboardcross-Weltcup. Nach Platz 25 und 49 zu Beginn der Saison 2020/21 in Chiesa in Valmalenco, belegte er bei den Snowboard-Weltmeisterschaften 2021 den 20. Platz im Einzel und den sechsten Rang im Teamwettbewerb. Zum Saisonende siegte er in Bakuriani und errang den siebten Platz im Snowboardcross-Weltcup. Im folgenden Jahr gewann er bei den Olympischen Winterspielen in Peking die Bronzemedaille im Einzel und zusammen mit Michela Moioli die Silbermedaille im Teamwettbewerb.

## Teilnahmen an Weltmeisterschaften und Olympischen Winterspielen

### Olympische Winterspiele
- 2014 Sotschi: 12. Platz Snowboardcross
- 2018 Pyeongchang: 25. Platz Snowboardcross
- 2022 Peking: 2. Platz Snowboardcross Team, 3. Platz Snowboardcross

### Snowboard-Weltmeisterschaften
- 2011 La Molina: 25. Platz Snowboardcross
- 2013 Stoneham: 22. Platz Snowboardcross
- 2015 Kreischberg: 29. Platz Snowboardcross
- 2017 Sierra Nevada: 9. Platz Snowboardcross, 10. Platz Snowboardcross Team
- 2019 Park City: 2. Platz Snowboardcross Team, 18. Platz Snowboardcross
- 2021 Idre: 6. Platz Snowboardcross Team, 20. Platz Snowboardcross
- 2023 Bakuriani: 3. Platz Snowboardcross, 13. Platz Snowboardcross Team
- 2025 Engadin: 24. Platz Snowboardcross

## Weltcupsiege und Weltcup-Gesamtplatzierungen

### Weltcupsiege

#### Weltcupsiege im Einzel
| Nr. | Datum             | Ort              |
| --- | ----------------- | ---------------- |
| 1.  | 7. Dezember 2012  | Montafon         |
| 2.  | 12. Januar 2014   | Vallnord-Arcalís |
| 3.  | 22. Dezember 2017 | Cervinia         |
| 4.  | 20. Januar 2018   | Erzurum          |
| 5.  | 25. Januar 2020   | Big White        |
| 6.  | 5. März 2021      | Bakuriani        |

#### Weltcupsiege im Team
| Nr. | Datum             | Ort        |
| --- | ----------------- | ---------- |
| 1.  | 17. Dezember 2023 | Cervinia 1 |

### Weltcup-Gesamtplatzierungen
| Saison  | Platz | Punkte |
| ------- | ----- | ------ |
| 2008/09 | 85.   | 20     |
| 2009/10 | 75.   | 20     |
| 2010/11 | 20.   | 938    |
| 2011/12 | 22.   | 840    |
| 2012/13 | 3.    | 2880   |
| 2013/14 | 1.    | 3076   |
| 2014/15 | 9.    | 726    |
| 2015/16 | 10.   | 1938   |
| 2016/17 | 2.    | 3920   |
| 2017/18 | 5.    | 3690   |
| 2018/19 | 2.    | 2035   |
| 2019/20 | 3.    | 2930   |
| 2020/21 | 7.    | 210    |
| 2021/22 | 14.   | 148    |
| 2022/23 | 4.    | 389    |
| 2023/24 | 5.    | 357    |
| 2024/25 | 30.   | 85     |